# 中国人民解放军南部战区空军
中国人民解放军南部战区空军（英文：Southern Theater Command Air Force），机关驻地广东省广州市，是中国人民解放军南部战区的空军。

## 沿革
2016年2月1日，中国人民解放军战区成立大会在北京八一大楼举行。中共中央总书记、国家主席、中央军委主席习近平向东部战区、南部战区、西部战区、北部战区、中部战区授予军旗并发布训令。2016年2月初，空军召开东部、南部、西部、北部、中部战区空军成立大会，中央军委委员、空军司令员马晓天，空军政委于忠福，分别向5个战区空军授军旗。中国人民解放军南部战区空军机关驻广东省广州市。南部战区空军部队来自原广州军区空军。

## 编制

### 本级中共组织
- 中国共产党中国人民解放军南部战区空军委员会

### 机关职能部门
- 参谋部
- 政治工作部
- 保障部
- 纪律检查委员会

### 直属单位
- 空军预备役基地（位于广东省广州市天河区大观南路东侧，距离广州地铁21号线神舟路站有1232米）
- 空军柳州航空装备训练基地

### 基地
- 南宁基地21°23′32″N 110°12′12″E / 21.39222°N 110.20333°E
- 昆明基地
- 韶关桂头机场24°58′35″N 113°25′33″E / 24.97639°N 113.42583°E
- 兴宁机场24°08′52″N 115°45′46″E / 24.14778°N 115.76278°E
- 蒙自军用机场
- 邵阳邵东机场
- 耒阳遥田机场

### 部隊

#### 歼击机部队
| 航空兵部队 | 驻地                   | 战术编号 | 机型         | 备注                              |
| ---------- | ---------------------- | -------- | ------------ | --------------------------------- |
| 空4旅      | 广东佛山市沙堤機場     | 61X5X    | 歼-20A       | 南宁基地                          |
| 空5旅      | 广西桂林市奇峰岭机场   | 61X6X    | 歼-20A       | 南宁基地                          |
| 空6旅      | 广东湛江市遂溪机场     | 61X7X    | 歼-16、苏-35 | 南宁基地（南霸天）                |
| 空26旅     | 广东惠州市平潭机场     | 63X7X    | 歼-16        | 南宁基地                          |
| 空54旅     | 湖南长沙市大屯营机场   | 66X5X    | 歼-16        | 南宁基地（霹雳中队）              |
| 空124旅    | 广西百色市田阳机场     | 73X5X    | 歼-10A       | 南宁基地                          |
| 空125旅    | 广西南宁市吴圩国际机场 | 73X6X    | 歼-16        | 南宁基地 (注: 未来可能移防北海市) |
| 空126旅    | 广西柳州市白莲机场     | 73X7X    | 歼轰-7A      | 南宁基地                          |
| 空130旅    | 云南红河州蒙自机场     | 74X1X    | 歼-10C       | 昆明基地                          |
| 空131旅    | 云南曲靖市陆良机场     | 74X2X    | 歼-20A       | 昆明基地（大红鹰旅）              |
| 空132旅    | 云南大理市祥云机场     | 74X3X    | 歼-10C       | 昆明基地                          |
| 空128旅    | 海南加来               | 73X9X    | 歼-11BH      | 前海航8旅                         |
| 空129旅    | 海南乐东               | 74X0X    | 歼-16        | 前海航9旅                         |

#### 轰炸机部队
| 航空兵部队 | 驻地             | 战术编号 | 机型  | 备注                                               |
| ---------- | ---------------- | -------- | ----- | -------------------------------------------------- |
| 空22团     | 湖南邵阳市邵东市 | 1XX9X    | 轰-6K | 南部战区空军第8轰炸机师                            |
| 空23团     | 湖南衡阳市耒阳市 | 1XX9X    | 轰-6U | 南部战区空军第8轰炸机师                            |
| 空24团     | 湖南衡阳市耒阳市 | 1XX9X    | 轰-6K | 南部战区空军第8轰炸机师 （飞行二大队——“时代楷模”） |

#### 特种机部队
| 航空兵部队 | 驻地       | 战术编号 | 机型                   | 备注                     |
| ---------- | ---------- | -------- | ---------------------- | ------------------------ |
| 空58团     | 贵州贵阳市 | 3XX1X    | 运干-8，运侦-8         | 南部战区空军第20特种机师 |
| 空59团     | 贵州遵义市 | 3XX1X    | 运干-8，运侦-8         | 南部战区空军第20特种机师 |
| 空60团     | 贵州贵阳市 | 3XX1X    | 运干-9，运心-9，运心-8 | 南部战区空军第20特种机师 |

## 历任领导
| 司令员 1. 徐安祥 空军中将（2016年2月—2017年12月） 2. 周利 空军中将（2017年12月—2023年3月） 3. 乔相记 空军中将（2023年3月—） | 政治委员 1. 安兆庆 空军中将（2016年2月—2017年1月） 2. 徐西盛 空军中将（2017年—2023年） 3. 徐立谦 空军中将（2023年—） |

| 副司令员 - 吕赞基 空军少将（2016年—） - 刘克东 空军少将（2016年—） | 副政治委员 - 吴谋 空军少将（2016年—） |

| 参谋长 - 郑元林 空军少将（2016年—2018年12月） 副参谋长 - 张铁良 空军少将（2016年—） - 付绍银 空军少将（2016年—） | 政治工作部主任 - 王福胜 空军少将（2016年—） 政治工作部副主任 - 李峰 空军少将（2016年—） - 王远明 空军大校（2016年—） |

| 保障部部长 - 向阳（2016年—2017年，后勤部部长） 保障部副部长 - 马玉平（2016年—2017年，后勤部副部长） - 邱兆铭（2016年—2017年，后勤部副部长） - 曾少华（2016年—2017年，装备部副部长） - 夏利民（2016年—2017年，装备部副部长） | 上将)\|陈辉]] 空军少将（2016年—） 纪律检查委员会副书记 - 乔亚军 空军少将（2016年—） |